# Le Chapiteau vert
 (avril 2019).
Si vous disposez d'ouvrages ou d'articles de référence ou si vous connaissez des sites web de qualité traitant du thème abordé ici, merci de compléter l'article en donnant les références utiles à sa vérifiabilité et en les liant à la section « Notes et références ».
Le Chapiteau vert (titre original : Зеленый шатер) est un roman russe de Lioudmila Oulitskaïa publié en 2010 en Russie et paru en français en 2011 chez Gallimard. Le roman explore les complexités de l’URSS après Staline à travers la vie de trois amis.

## Édition française
- Le Chapiteau vert, éditions Gallimard, 2011.